# Таменгуш, Агін і Ойш-ду-Байрру
Таме́нгуш, Агі́н і О́йш-ду-Ба́йрру (порт. Tamengos, Aguim e Óis do Bairro; МФА: [tɐ.ˈmẽ.guʃ, ɐ.ˈgĩ i ˈɔjʒ du bɐ.ˈi.ʁu]) — парафія в Португалії, в муніципалітеті Анадія. Складова округу Авейру.  Входить до регіону Центр. За старим адміністративним поділом, що був чинним до 1976 року, територія парафії належала провінції Берегова Бейра. Заснована 28 січня 2013 року. Площа парафії — 17,4 км², населення — 3264 ос. (2011), густота населення — 187,59 осіб/км²
. Патрон — Діва Марія, святі Петро й Андрій. Поштовий індекс — 3780. Код  — 010318.
```
Сформована із колишніх парафій 
Таменгуш
, 
Агін
 і 
Ойш-ду-Байрру
.
```

## Географія

Анадія (2013)
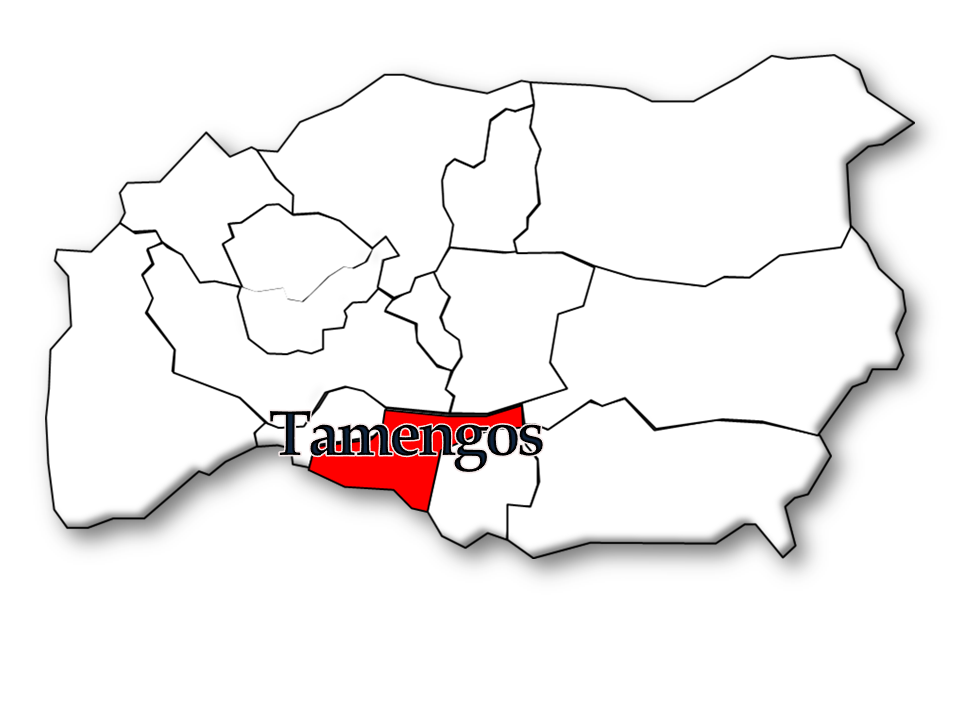
Таменгуш
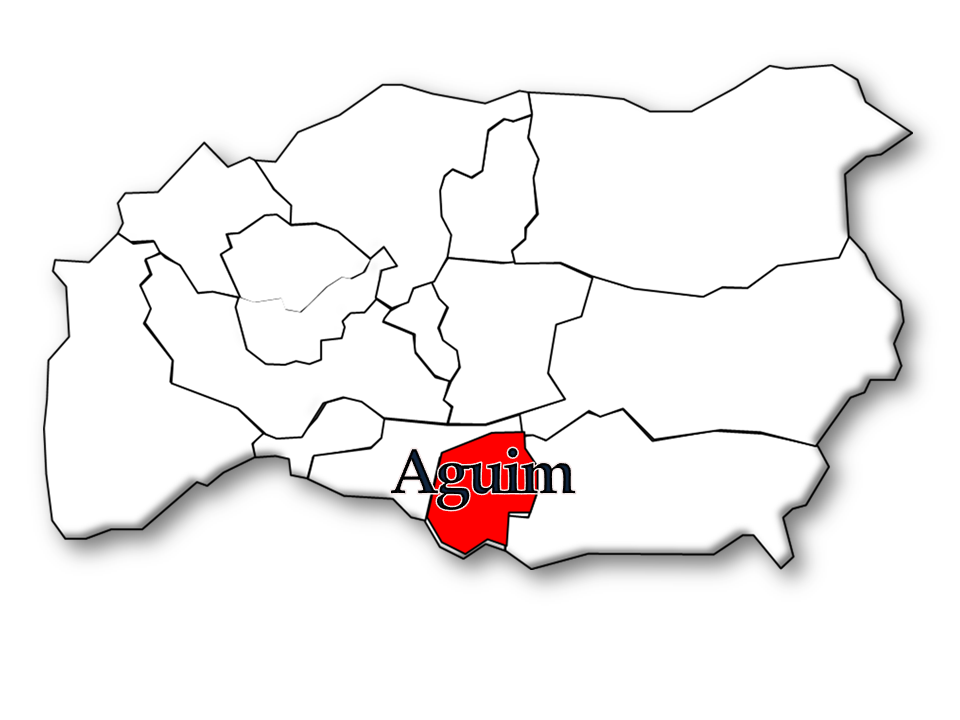
Агін
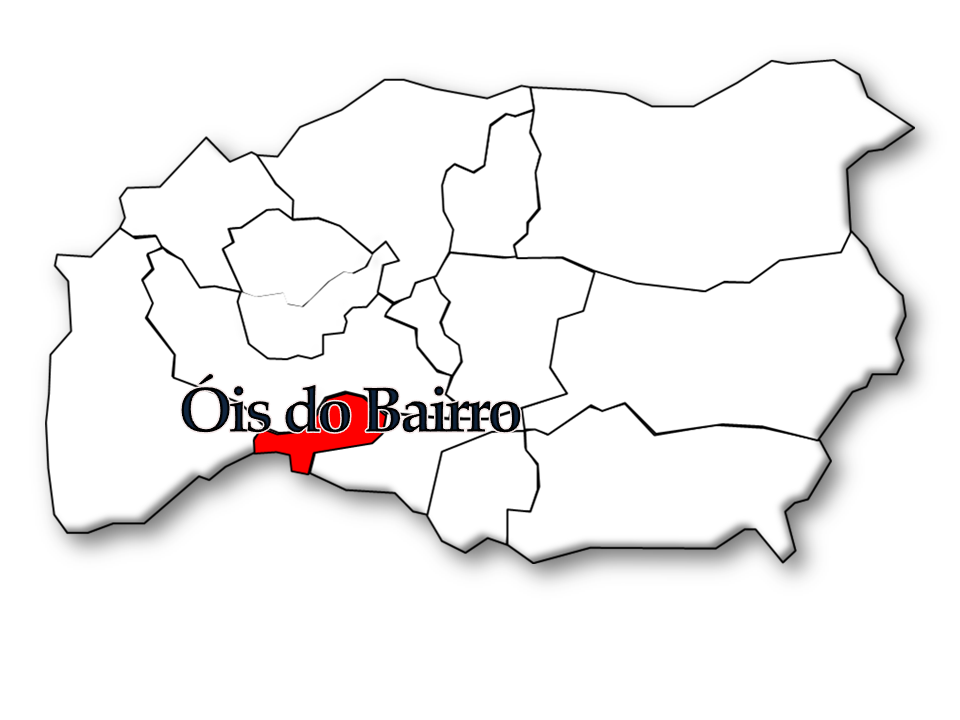
Ойш-ду-Байрру

## Населення
| 2011  |
| 3 264 |